# João Cabral
João Cabral (n. 1599, Celorico da Beira, Beira Alta, Portugalia – d. 4 iulie 1669, Goa, India) a fost un misionar iezuit portughez, care, împreună cu Estêvão Cacella, a devenit primul european ce a pătruns în Bhutan în 1627. În anul următor a devenit primul european ce a călătorit în Nepal și în regiunea Sikkim din India.

## Biografie
Cabral s-a născut în Celorico da Beira (Portugalia), în 1599. A fost admis în Societatea lui Isus în anul 1615, pe când avea vârsta de doar 16 ani. În 1624 a plecat către regiunile indiene ale Regatului Portugaliei, iar la 5 septembrie 1626, la sugestia misionarului Antonio de Andrade, a plecat pentru a răspândi credința creștină în zona munților Himalaya.
El a călătorit de la Kochi în Bengal, împreună cu preotul misionar Estêvão Cacella, trecând prin Dacca (azi Dhaka), Hazo (Assam), Biar (Cooch-Bihar). După o călătorie de șase luni au ajuns la 21 februarie 1627 în Bhutan, devenind astfel primii europeni ce au pătruns în această țară. Ei sosesc în capitala Paro la 25 martie, fiind primiți de Shabdrung Ngawang Namgyal. Cei doi misionari creștini au rămas timp de aproape opt luni în Bhutan, până în luna noiembrie. În anul următor ei au vizitat statul Nepal.
Călătorii căutau statul creștin înființat potrivit tradiției de părintele Ioan pe undeva prin Asia Centrală și urmele bisericii creștine din China, înființate de episcopul misionar nestorianist Alopen care a adus creștinismul în China. Potrivit inscripției de pe stela nestoriană de la Xi'an - tradusă de iezuitul francez Nicolas Trigault -, el a venit din Persia în China în anul 635 și a obținut o audiență la împăratul Tai-Tsung.
Misionarii Cabral și Cacella au fost primii europeni care au menționat existența țării mitice Shambala (al cărei nume l-au ortografiat „Xembala”) în câteva scrisori din 1627.
Cacella a călătorit în Tibet și a ajuns în cele din urmă în noiembrie 1627 în orașul Shigatse din provincia Ü-Tsang; Cabral a sosit și el în ianuarie 1628. Ei sunt primiți acolo de regele Karma Tenkyong (1599-1642). Cei doi misionari au fondat în 1628 o misiune creștină la Shigatse, orașul în care se afla mănăstirea Tashilhunpo și reședința lui Panchen Lama. Deși iezuiții au fost bine primiți și au sperat că misiunea din Shigatse va avea succes, au pierdut acolo mai mulți ani în zadar. Starea de sănătate a preotului Cacella s-a deteriorat, iar acesta a murit în Tibet în martie 1630. Misiunea fondată de ei nu a reușit să atragă convertiri la creștinism, fiind închisă în urma unor conflicte violente.
João Cabral a părăsit Tibetul în iunie 1632 și s-a întors în India, continuându-și apoi activitatea misionară în Malacca, Macao și Japonia.

## Mențiuni literare
Numele misionarilor Cacella și Cabral sunt menționate în nuvela fantastică „Secretul doctorului Honigberger” (1940) de Mircea Eliade. Jurnalul doctorului Zerlendi conține o referire la acești doi misionari iezuiți, despre care afirmă că „sunt, într-adevăr, cei dintâi europeni care au auzit de Shambala și o menționează. Aflându-se în Bhutan, în căutarea drumului spre Kathay, au aflat de existența acestui tărâm miraculos, pe care localnicii îl socoteau că se găsește undeva spre miazănoapte. Și în căutarea lui au și pornit, în 1627; dar n-au ajuns decât în Tibet. Țara miraculoasă, Shambala, ei n-au găsit-o”.